# Franz Klein (homme politique)
Franz Klein, né le 24 avril 1854 à Vienne dans l'empire d'Autriche et mort le 6 avril 1926 dans la même ville, est un juriste, professeur d'université et homme politique autrichien.

## Biographie
Franz Klein est le fils de l'orfèvre de formation Karl Klein (1804-1868), qui travaille ensuite comme évaluateur au sein du Trésor impérial et royal. Sa formation scolaire a lieu dans les écoles primaires de Josefstadt (Strozzigrund), Rodaun et Neubaugasse. Il suit les quatre premières classes de grammaire au Schottengymnasium, où il est expulsé pour une farce d'étudiant (jeter des encriers à la fin de l'école). Il fréquente ensuite l' Akademisches Gymnasium. Parmi ses camarades de classe (maturité 3 juillet 1872) figurent le futur Premier ministre Max Wladimir von Beck, le ministre des Finances Robert Meyer et le premier président de la République tchécoslovaque Thomas Masaryk. Franz Klein étudie le droit à l'université de Vienne à partir de 1872 et y obtient son doctorat en 1878. Pendant ses études, il devient membre de la Burschenschaft Braune Arminia Wien en 1872. Il travaille comme greffier de 1878 à 1886 et passe l'examen de magistrat en 1879 et l'examen d'avocat en 1883. Il obtient une habilitation à l'université de Vienne en droit procédural civil autrichien et en droit romain en 1891. De 1885 à 1891, il est directeur de la chancellerie à l'université de Vienne et de 1887 à 1896, il enseigne la procédure civile, le droit commercial et le droit des lettres de change en tant que professeur à l'Académie consulaire.
En 1891, sur la base de ses traités parus dans le Juristische Blätter 1890 "Pro futuro, Betrachtungen über Pläne der Civilprozeßreform in Österreich" (Pro Futuro, Réflexions sur les projets de réforme de la procédure civile en Autriche), il est nommé au ministère de la Justice sur proposition d'Emil Steinbach, où il est chargé de rédiger le code de procédure civile (ZPO) et est donc le créateur de cette loi, toujours en vigueur aujourd'hui. Klein ne considérait pas seulement la procédure civile comme un litige entre deux personnes privées à propos d'obligations de droit civil, mais voyait également l'émergence de la procédure civile comme un mal social ayant des effets négatifs sur l'économie et devant être rapidement éliminé, raison pour laquelle la procédure doit être conçue de manière simple, rapide et peu coûteuse. Avec sa réforme, le temps nécessaire à la procédure en raison du caractère écrit de la procédure a été considérablement raccourci et donc également rendu accessible aux parties qui ne pouvaient pas se permettre de longues procédures et des honoraires d'avocat élevés.
Parallèlement à sa carrière dans la fonction publique - conseiller de section (1893), conseiller ministériel (1894), chef de section (1895), vrai conseiller privé (1897), fonctionnaire de la IIIe classe de rang (1900) - il poursuit ses travaux universitaires et est nommé à la Chambre des Lords en 1905. Entre 1906 et 1908, ainsi qu'en 1916, il est ministre de la Justice (de), après avoir refusé une nomination en 1897. Franz Klein rédige également la loi sur l'organisation des tribunaux et une loi sur les tribunaux de commerce et participe à l'introduction du suffrage universel, à la création de la loi sur le droit de la construction ainsi qu'à des lois modernes dans les domaines de l'aide et de la protection de la jeunesse et dans le domaine du droit commercial (loi sur les chèques, loi sur le Ges. m. b. H.).
Après l'effondrement de la monarchie en 1919, il est candidat pour le parti démocratique bourgeois, mais manque un mandat de 60 voix. La même année, il devient secrétaire d'État au ministère des affaires étrangères et fait partie de la délégation autrichienne lors des négociations de paix à Saint-Germain-en-Laye.
Franz Klein s'engage longtemps à élever le niveau de l'éducation populaire et à favoriser le développement positif de la société et de l'État. Il préside ainsi  les cours universitaires internationaux de Vienne, soutient la Ligue autrichienne anti-Duel et d'autres associations caritatives, artistiques ou scientifiques.
Sa dépouille est située dans une tombe d'honneur au cimetière central de Vienne (groupe 32 C, numéro 7), le monument funéraire est créé par Otto Hofner.

## Galerie

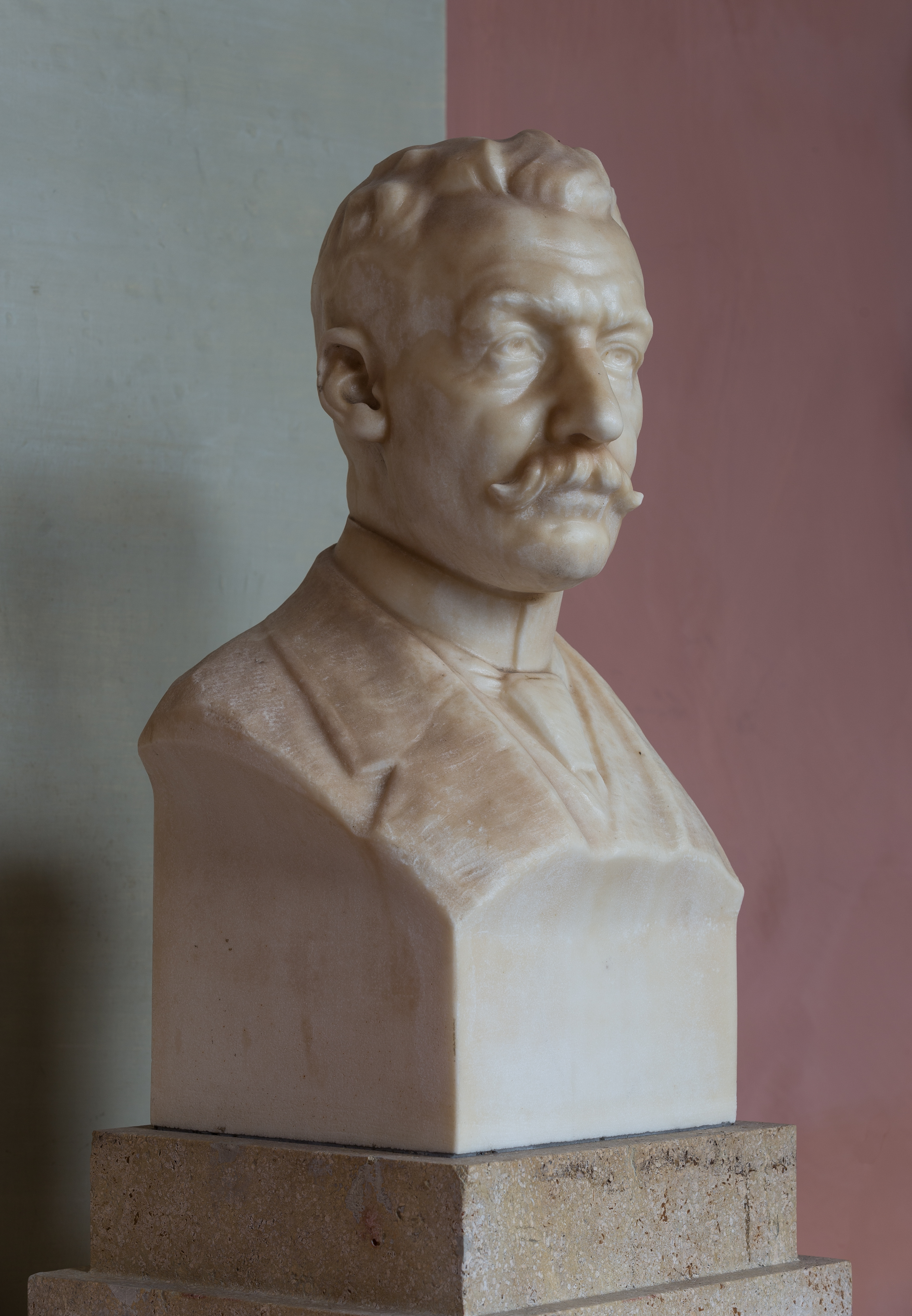
Franz Klein, Büste im Arkadenhof der Universität Wien.
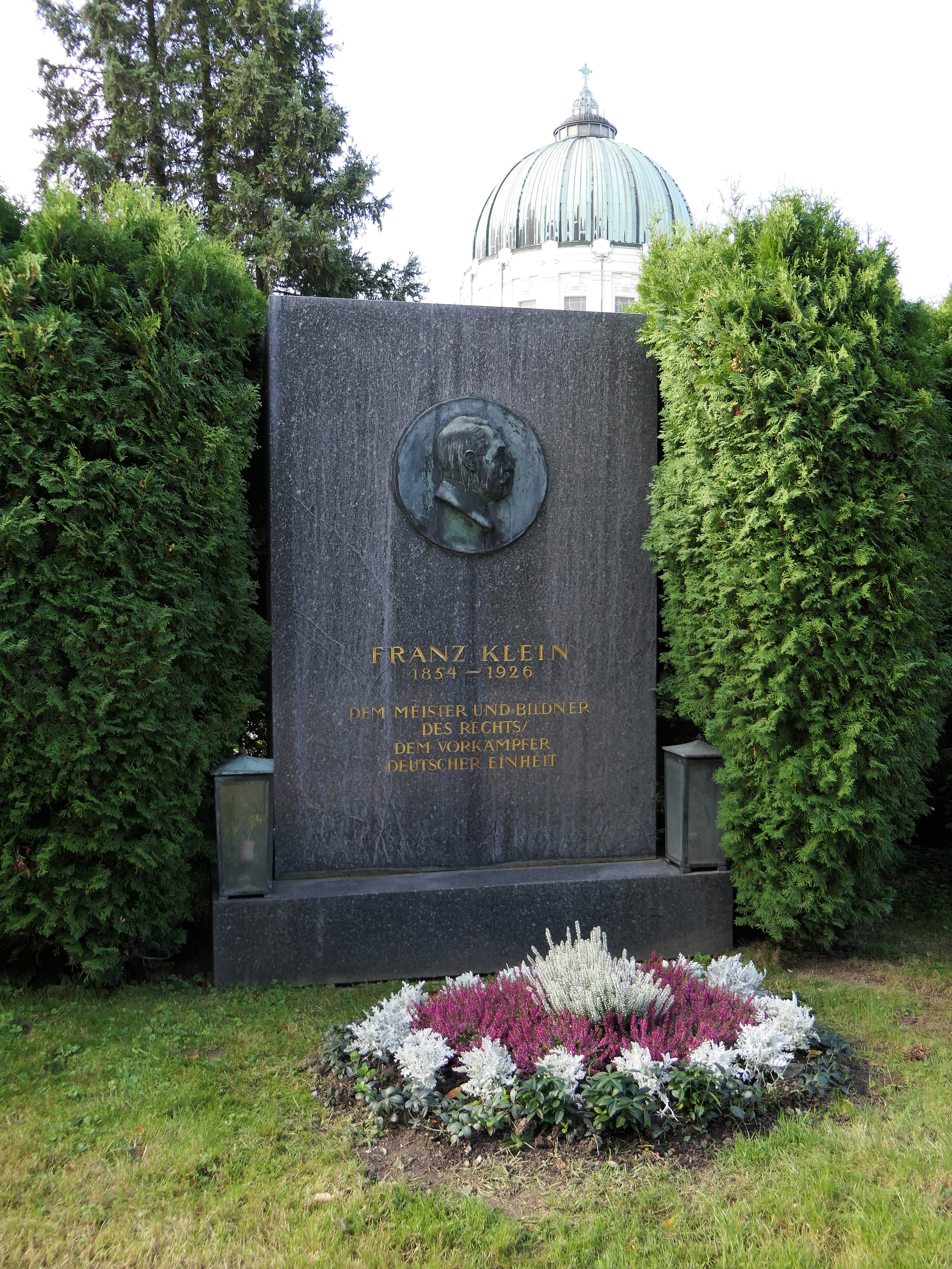
Grab von Franz Klein.
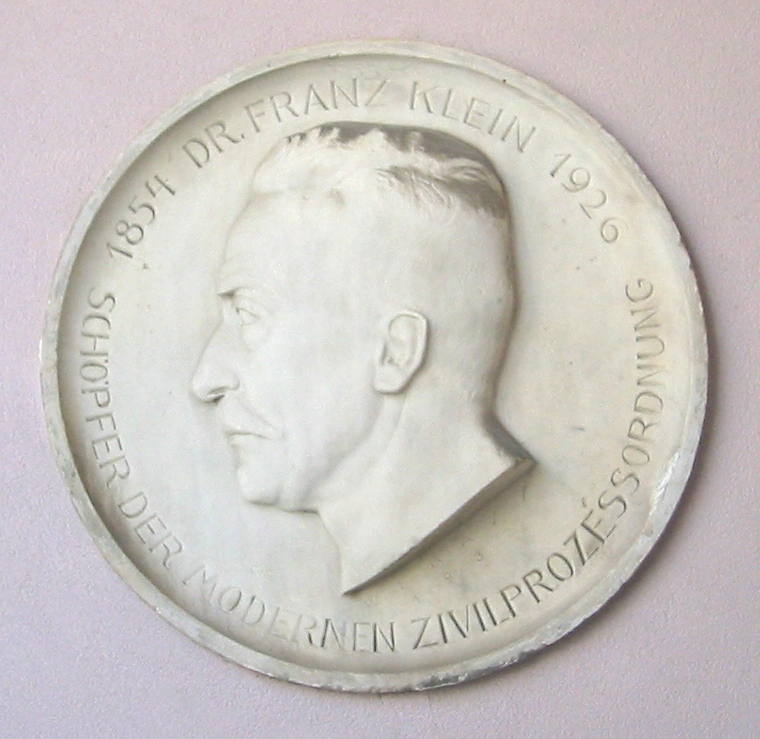
Gedenktafel für Franz Klein in dem nach ihm benannten Gemeindebau in Simmering.
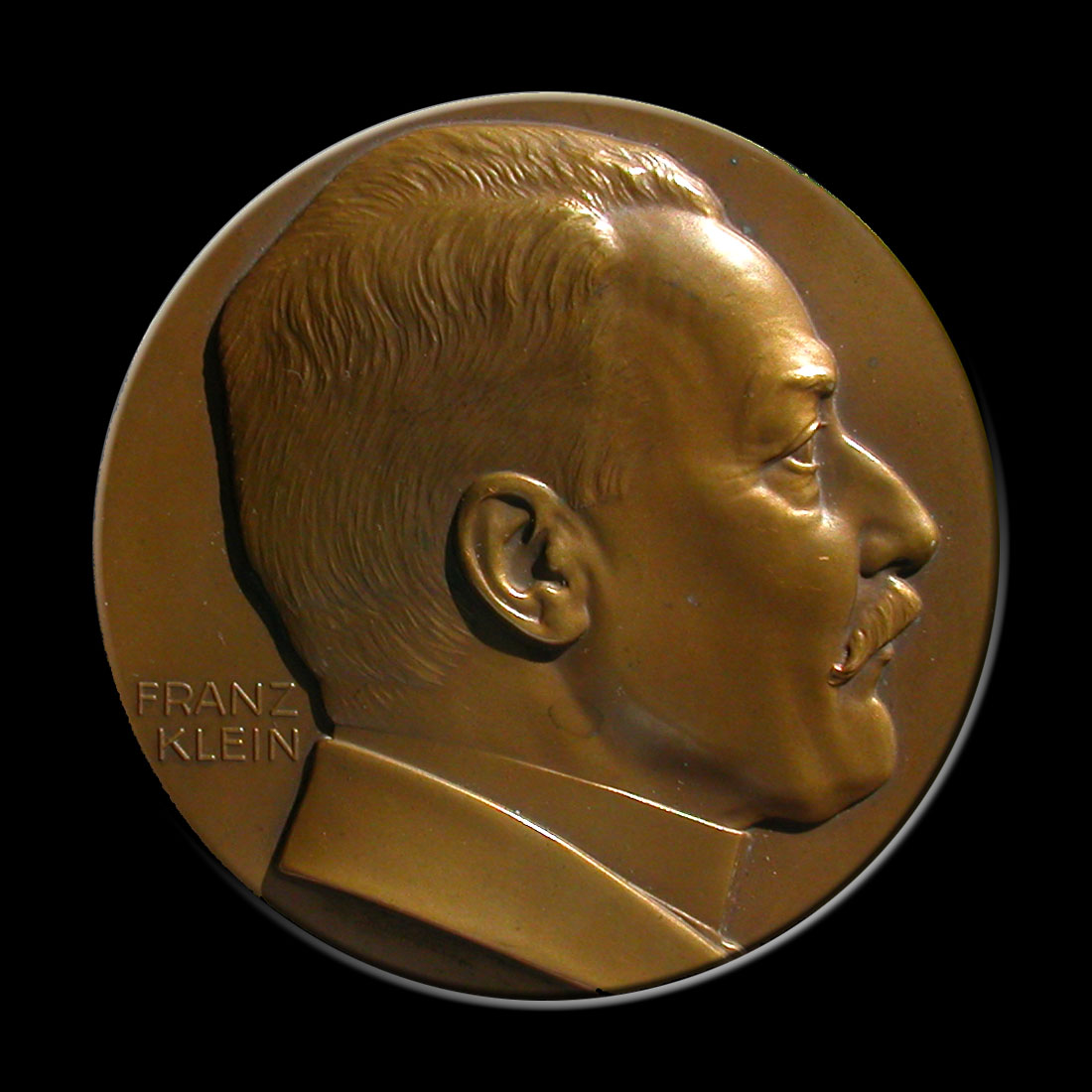
Gedenkmedaille zu Franz Kleins 60. Geburtstag, gestaltet von Stefan Schwartz